# Mexico op de Olympische Zomerspelen 1972
Mexico nam deel aan de Olympische Zomerspelen 1972 in München, West-Duitsland. Mexico was de gastheer van de vorige Spelen en won in eigen land drie keer goud, drie keer zilver en drie keer brons. Nu werd slechts één medaille gewonnen; zilver.

## Medailleoverzicht
| Sport  | Olympiër       | Onderdeel | Medaille |
| ------ | -------------- | --------- | -------- |
| Boksen | Alfonso Zamora | -54kg (m) | Zilver   |

## Deelnemers en resultaten

### Atletiek
| Olympiër          | Discipline            | Resultaat | Prestatie                                         |
| ----------------- | --------------------- | --------- | ------------------------------------------------- |
| Pedro Miranda     | 5000m (m)             | 24e       | serie 2: 6de in 13.45,2                           |
| Marío Pérez       | 5000m (m)             | 37e       | serie 4: 7de in 13.58,2                           |
| Juan Martínez     | 10000m (m)            | 10e       | serie 3: 5de in 28.23,14 finale: 10de in 28.44,08 |
| Pedro Miranda     | 10000m (m)            | 21e       | serie 2: 8ste in 28.35,8                          |
| Alfredo Penaloza  | marathon (m)          | 45e       | 2:29.51                                           |
| Jacinto Sabinal   | marathon (m)          | 26e       | 2:22.56                                           |
| Rafael Tadeo      | marathon (m)          | 51e       | 2:35.48                                           |
| Pedro Aroche      | 20km snelwandelen (m) | 12e       | 1:33.05                                           |
| Ismael Avila      | 20km snelwandelen (m) | 22e       | 1:45.45,4                                         |
| José Oliveros     | 20km snelwandelen (m) | 9e        | 1:32.40,6                                         |
| Raúl González     | 50km snelwandelen (m) | 20e       | 4:26.13,4                                         |
| Gabriel Hernández | 50km snelwandelen (m) | 8e        | 4:12.09                                           |
| José Oliveros     | 50km snelwandelen (m) | DNF       | niet gefinisht                                    |
| Jorge Nuñez       | kogelslingeren (m)    | DNS       | kwalificatie groep B: niet gestart                |

### Boksen
| Olympiër              | Discipline | Resultaat | Prestatie |
| --------------------- | ---------- | --------- | --- |
| Salvador García       | -48kg (m)  | 17e       | 1ste ronde: V van GBR Evans: 1-4 |
| Arturo Delgado        | -51kg (m)  | 9e        | 1ste ronde: vrij 2de ronde: W van NCA Miranda: knock-out 3de ronde: V van POL Blazynski: 0-5 |
| Alfonso Zamora        | -54kg (m)  | Zilver    | 1ste ronde: vrij 2de ronde: W van PHI Fortaleza: knock-out 3de ronde: W van GDR Förster: 5-0 kwartfinale: W van ESP Rodríguez: knock-out halve finale: W van USA Carreras: 4-1 finale: V van CUB Martínez: 0-5 |
| Juan Francisco García | -57kg (m)  | 33e       | 1ste ronde: V van POL Tomczyk: 1-4 |
| Antonio Gin           | -60kg (m)  | 9e        | 1ste ronde: vrij 2de ronde: W van GUY Atherly: 4-1 3de ronde: V van IRL Nash: knock-out |
| Sergio Lozano         | -67kg (m)  | 5e        | 1ste ronde: vrij 2de ronde: W van NGR Mensah: 5-0 3de ronde: W van AUS Devlin: 4-1 kwartfinale: V van KEN Murunga: knock-out                                                                                   |
| Emeterio Villanueva   | -71kg (m)  | 5e        | 1ste ronde: vrij 2de ronde: W van VEN Lemus: 4-1 3de ronde: W van IRL Elliott: knock-out kwartfinale: V van GDR Tiepold: 0-5                                                                                   |
| José Luis Espinosa    | -75kg (m)  | 9e        | 1ste ronde: vrij 2de ronde: V van GHA Amartey: 0-5 |

### Boogschieten
| Olympiër               | Discipline      | Resultaat | Prestatie                                                                              |
| ---------------------- | --------------- | --------- | -------------------------------------------------------------------------------------- |
| José Almanzor          | individueel (m) | 52e       | 1ste ronde: 48ste met 1092 punten 2de ronde: 52ste met 1083 punten totaal: 2175 punten |
| Rafael Aveleira        | individueel (m) | 51e       | 1ste ronde: 54ste met 1031 punten 2de ronde: 41ste met 1147 punten totaal: 2178 punten |
| Alfonso Jones          | individueel (m) | 28e       | 1ste ronde: 32ste met 1154 punten 2de ronde: 21ste met 1190 punten totaal: 2344 punten |
|                        |                 |           |                                                                                        |
| Aurora Breton          | individueel (v) | 15e       | 1ste ronde: 19de met 1151 punten 2de ronde: 7de met 1184 punten totaal: 2335 punten    |
| Francisca de Gutierrez | individueel (v) | 10e       | 1ste ronde: 4de met 1198 punten 2de ronde: 16de met 1155 punten totaal: 2353 punten    |
| Silvia de Tapia        | individueel (v) | 23e       | 1ste ronde: 22ste met 1145 punten 2de ronde: 28ste met 1113 punten totaal: 2258 punten |

### Gewichtheffen
| Olympiër            | Discipline | Resultaat | Prestatie                                                                              |
| ------------------- | ---------- | --------- | -------------------------------------------------------------------------------------- |
| Miguel Angel Medina | -56kg (m)  | 14e       | drukken: 12de met 112,kg trekken: 11de met 97,5kg stoten: 17de met 115kg totaal: 325kg |
| Jesús Conde         | -56kg (m)  | DNF       | drukken: geen geldige poging                                                           |

### Hockey
| Olympiër | Discipline | Resultaat | Prestatie |
| --- | ---------- | --------- | --- |
| Adán Noriega David Sevilla José Luis Partida Enrique Filoteo Francisco Ramírez Héctor Ventura Javier Varela José Miguel Huacuja José María Mascaro Juan Calderón Manuel Fernández Manuel Noriega Noel Gutiérrez Orlando Ventura Oscar Huacuja Rubén Vasconcelos Víctor Contreras | mannen     | 27e       | groep B: 8ste V van Groot-Brittannië: 0-6 V van Nieuw-Zeeland: 0-7 V van Polen: 0-3 V van Australië: 0-10 V van Nederland: 0-4 V van India: 0-8 V van Kenia: 1-2 15-16de plek: V van Oeganda: 1-4 |

| Groep B |                  |             |             |             |             |            |            |            |        |
| #       | Land             | Wedstrijden | Wedstrijden | Wedstrijden | Wedstrijden | Doelpunten | Doelpunten | Doelpunten | Punten |
| #       | Land             | G           | W           | G           | V           | V          | T          | Saldo      | Punten |
| 1       | India            | 7           | 5           | 2           | 0           | 25         | 8          | +17        | 12     |
| 2       | Nederland        | 7           | 5           | 1           | 1           | 20         | 9          | +11        | 11     |
| 3       | Groot-Brittannië | 7           | 4           | 1           | 2           | 15         | 10         | +5         | 9      |
| 4       | Australië        | 7           | 3           | 2           | 2           | 18         | 8          | +10        | 8      |
| 5       | Nieuw-Zeeland    | 7           | 2           | 3           | 2           | 16         | 11         | +5         | 7      |
| 6       | Polen            | 7           | 2           | 2           | 3           | 12         | 12         | 0          | 6      |
| 7       | Kenia            | 7           | 1           | 1           | 5           | 8          | 17         | -9         | 3      |
| 8       | Mexico           | 7           | 0           | 0           | 7           | 1          | 40         | -39        | 0      |

| Ronde        | Datum   | Plaats           | Land | Score     | Land |
| ------------ | ------- | ---------------- | ---- | --------- | ---- |
| Groepsfase   |         |                  |      |           |      |
| 27 augustus  | München | Groot-Brittannië | 6-0  | Mexico    |      |
| 28 augustus  | München | Nieuw-Zeeland    | 7-0  | Mexico    |      |
| 30 augustus  | München | Mexico           | 0-3  | Polen     |      |
| 31 augustus  | München | Australië        | 10-0 | Mexico    |      |
| 2 september  | München | Mexico           | 0-4  | Nederland |      |
| 3 september  | München | Mexico           | 0-8  | India     |      |
| 4 september  | München | Kenia            | 2-1  | Mexico    |      |
| 15-16de plek |         |                  |      |           |      |
| 7 september  | München | Oeganda          | 4-1  | Mexico    |      |

### Judo
| Olympiër        | Discipline      | Resultaat | Prestatie                                                 |
| --------------- | --------------- | --------- | --------------------------------------------------------- |
| Raúl Foullon    | -70kg (m)       | 12e       | 1ste ronde: W van SEN Sidibé 2de ronde: V van URS Novikov |
| Luis Arredondo  | -80kg (m)       | 19e       | 1ste ronde: vrij 2de ronde: V van FRG Egger               |
| Epigmenio Exiga | -93kg (m)       | 19e       | 1ste ronde: V van RCO Juang                               |
| Epigmenio Exiga | open klasse (m) | 19e       | 1ste ronde: V van HUN Petrovszky                          |

### Kanovaren
| Olympiër                                                         | Discipline    | Resultaat | Prestatie                                                                           |
| ---------------------------------------------------------------- | ------------- | --------- | ----------------------------------------------------------------------------------- |
| Roberto Altamirano                                               | C-1 1000m (m) | 8e        | serie 1: 4de in 4.34,52 halve finale: 3de in 4.15,24 finale: 8ste in 4.20,39        |
| Juan Martínez Felipe Ojeda                                       | C-2 1000m (m) | 10e       | serie 1: 4de in 4.13,94 herkansingen: 3de in 3.58,20 halve finale 1: 4de in 3.56,71 |
| Hermelindo Soto                                                  | K-1 1000m (m) | 22e       | serie 2: 7de in 4.18,31 herkansingen: 4de in 4.12,65                                |
| Gilberto Soriano Horacio Flores                                  | K-2 1000m (m) | 23e       | serie 3: 6de in 4.03,99 herkansingen: 5de in 3.50,61                                |
| Hermelindo Soto Gilberto Soriano Horacio Flores Alejandro Amecua | K-4 1000m (m) | 20e       | serie 2: 7de in 3.34,38 herkansingen: d6e in 3.31,65                                |

### Moderne vijfkamp
| Olympiër                                       | Discipline      | Resultaat | Prestatie    |
| ---------------------------------------------- | --------------- | --------- | ------------ |
| Eduarde Olivera Lastra                         | individueel (m) | 43e       | 4426 punten  |
| Juan José Castilla Ramos                       | individueel (m) | 55e       | 4014 punten  |
| Gilberto Toledano Sanchez                      | individueel (m) | 42e       | 4428 punten  |
| Toledano Sanchez Olivera Lastra Castilla Ramos | individueel (m) | 17e       | 12901 punten |

### Paardensport
| Olympiër                                                                   | Discipline  | Resultaat | Prestatie                                                       |
| Eventing                                                                   | Eventing    | Eventing  | Eventing                                                        |
| -------------------------------------------------------------------------- | ----------- | --------- | --------------------------------------------------------------- |
| Maríano Bucio                                                              | individueel | DNF       | niet gefinisht                                                  |
| Ramón Mejía                                                                | individueel | DNF       | niet gefinisht                                                  |
| Manuel Mendívil                                                            | individueel | DNF       | niet gefinisht                                                  |
| David Bárcena Ríos                                                         | individueel | DNF       | niet gefinisht                                                  |
| Maríano Bucio Ramón Mejía Manuel Mendívil David Bárcena Ríos               | team        | DNF       | niet gefinisht                                                  |
| Springconcours                                                             |             |           |                                                                 |
| Elisa Pérez de las Heras                                                   | individueel | 19e       | 1ste ronde: 19de met 8,25 strafpunten 2de ronde: niet gefinisht |
| Eduardo Higareda                                                           | individueel | 51e       | 1ste ronde: 51ste met 30,75 strafpunten                         |
| Joaquín Pérez                                                              | individueel | 19e       | 1ste ronde: 19de met 8,25 strafpunten 2de ronde: niet gefinisht |
| Fernando Hernández Eduardo Higareda Joaquín Pérez Elisa Pérez de las Heras | team        | 15e       | 1ste ronde: 15de met 157,25 strafpunten                         |

### Roeien
| Olympiër                                                     | Discipline      | Resultaat | Prestatie                                            |
| ------------------------------------------------------------ | --------------- | --------- | ---------------------------------------------------- |
| Guillermo Spamer                                             | skiff (m)       | 17e       | serie 1: 6de in 8.38,63 herkansingen: 5de in 8.40,76 |
| Federico Scheffler Ricardo Scheffler                         | dubbel-twee (m) | 18e       | serie 3: 5de in 7.43,87 herkansingen: 3de in 7.40,11 |
| José Luis Rion Miguel Ruiz                                   | twee-zonder (m) | 19e       | serie 1: 5de in 7.59,53 herkansingen: 4de in 8.15,97 |
| José Luis Morales Arturo Figueroa Arcadio Padilla Juan López | vier-zonder (m) | 20e       | serie 2: 5de in 7.20,00 herkansingen: 4de in 7.32,31 |

### Schermen
| Olympiër                                                     | Discipline     | Resultaat | Prestatie                                                                              |
| ------------------------------------------------------------ | -------------- | --------- | -------------------------------------------------------------------------------------- |
| Carlos Calderón                                              | degen (m)      | 35e       | 1ste ronde groep K: 5de met 2 overwinningen 2de ronde groep H: 6de met 1 overwinning   |
| Jorge Castillejos                                            | degen (m)      | 49e       | 1ste ronde groep L: 4de met 2 overwinningen                                            |
| Luis Stephens                                                | degen (m)      | 35e       | 1ste ronde groep B: 3de met 3 overwinningen 2de ronde groep F: 6de met 1 overwinning   |
| Carlos Calderón Jorge Castillejos Hermilo Leal Luis Stephens | degen team (m) | 12e       | 1ste ronde groep D: 4de met 0 overwinningen                                            |
| Carlos Calderón                                              | floret (m)     | 34e       | 1ste ronde groep A: 4de met 2 overwinningen 2de ronde groep C: 6de met 0 overwinningen |
| Vicente Calderón                                             | floret (m)     | 38e       | 1ste ronde groep G: 5de met 2 overwinningen                                            |
| Roberto Alva                                                 | sabel (m)      | 34e       | 1ste ronde groep E: 4de met 3 overwinningen 2de ronde groep E: 6de met 0 overwinningen |
| Vicente Calderón                                             | sabel (m)      | 37e       | 1ste ronde groep C: 5de met 1 overwinning                                              |
| Hermilo Leal                                                 | sabel (m)      | 44e       | 1ste ronde groep H: 6de met 0 overwinningen                                            |
| Roberto Alva Carlos Calderón Vicente Calderón Hermilo Leal   | sabel team (m) | DNS       | niet gestart                                                                           |

### Schietsport
| Olympiër                | Discipline              | Resultaat | Prestatie                             |
| ----------------------- | ----------------------- | --------- | ------------------------------------- |
| Jesús Elizondo          | 50m geweer 3 houdingen  | 50e       | 1105 punten: (390-341-374)            |
| Olegario Vázquez        | 50m geweer 3 houdingen  | 43e       | 1122 punten: (392-354-376)            |
| Ernesto Montemayor, Jr. | 50m geweer liggend      | 20e       | 594 punten: (100-98-99-99-98-100)     |
| Olegario Vázquez        | 50m geweer liggend      | 32e       | 592 punten: (98-100-97-98-99-100)     |
| Jesús Elizondo          | 300m geweer 3 houdingen | 31e       | 1078 punten: (395-319-364)            |
| Olegario Vázquez        | 300m geweer 3 houdingen | 29e       | 1100 punten: (382-342-376)            |
| Juventino Sánchez       | 50m pistool             | 42e       | 536 punten: (91-92-90-87-88-88)       |
| Homero Laddaga          | 25m snelvuurpistool     | 37e       | 578 punten: (197-192-189)             |
| Mario Sánchez           | 25m snelvuurpistool     | 54e       | 551 punten: (197-187-167)             |
| Juan Bueno              | skeet                   | 41e       | 184 punten: (24-23-23-20-24-23-23-24) |
| Nuria Ortíz             | skeet                   | 38e       | 185 punten: (22-23-24-23-22-23-25-23) |
| David Alkon             | trap                    | 27e       | 185 punten: (24-25-25-21-24-21-23-22) |
| Fernando Walls          | trap                    | 23e       | 186 punten: (23-23-23-23-25-23-23-23) |
| Enrique Soto            | 50m bewegend doel       | DNS       | niet gestart                          |

### Schoonspringen
| Olympiër               | Discipline    | Resultaat | Prestatie                                                        |
| ---------------------- | ------------- | --------- | ---------------------------------------------------------------- |
| Porfirio Becerril      | 3m plank (m)  | 27e       | voorronde: 27ste met 310,65 punten                               |
| Carlos Armando Giron   | 3m plank (m)  | 9e        | voorronde: 11de met 345,21 punten finale: 9de met 521,88 punten  |
| José de Jesus Robinson | 3m plank (m)  | 11e       | voorronde: 10de met 348,48 punten finale: 11de met 514,02 punten |
| Porfirio Becerril      | 10m toren (m) | 15e       | voorronde: 15de met 282,57 punten                                |
| Carlos Armando Giron   | 10m toren (m) | 8e        | voorronde: 10de met 290,37 punten finale: 8ste met 442,41 punten |
| José de Jesus Robinson | 10m toren (m) | 14e       | voorronde: 14de met 284,58 punten                                |
|                        |               |           |                                                                  |
| Bertha Baraldi         | 3m plank (v)  | 15e       | voorronde: 15de met 252,66 punten                                |
| Bertha Baraldi         | 10m toren (v) | 20e       | voorronde: 20ste met 174,21 punten                               |

### Turnen
| Olympiër                                                                                               | Discipline               | Resultaat | Prestatie                         |
| --- | ------------------------ | --------- | --------------------------------- |
| Rogelio Mendoza                                                                                        | meerkamp individueel (m) | 106e      | voorronde: 106de met 97,05 punten |
| |                          |           |                                   |
| Hilda Amezaga                                                                                          | meerkamp individueel (v) | 116e      | voorronde: 116de met 64,60 punten |
| Ana María Casas                                                                                        | meerkamp individueel (v) | 87e       | voorronde: 87ste met 68,05 punten |
| Patricia García                                                                                        | meerkamp individueel (v) | 99e       | voorronde: 99ste met 67,10 punten |
| María Antonieta Hernández                                                                              | meerkamp individueel (v) | 115e      | voorronde: 115de met 64,80 punten |
| Patricia Ollinger                                                                                      | meerkamp individueel (v) | 97e       | voorronde: 97ste met 67,25 punten |
| Laura Rivera                                                                                           | meerkamp individueel (v) | 112e      | voorronde: 112de met 65,30 punten |
| Ana María Casas Patricia Ollinger Patricia García Laura Rivera María Antonieta Hernández Hilda Amezaga | meerkamp team (v)        | 19e       | 333,900 punten                    |

### Voetbal
| Olympiër | Discipline | Resultaat | Prestatie |
| --- | ---------- | --------- | --- |
| Juan Manuel Álvarez Francisco Barba Ordaz Fernando Blanco Garell Manuel Borja Garcia Leonardo Cuellar Rivera Alejandro Hernandez Pat Alfredo Hernandez Martinez Manuel Manzo Ortega Salvador Marquez Ramos Enrique Martin del Campo Alejandro Peña Daniel Razo Marquez David Regalado Lorenzo Reyes Jesus Rico Espejel Rogelio Ruiz Vaquera Horacio Sánchez Marquez José Angel Talavera José Luis Trejo Montoya | mannen     | 7e        | 1ste ronde groep B: 2de W van Soedan: 1-0 W van Birma: 1-0 V van Sovjet-Unie: 1-4 2de ronde groep 1: 4de G van Bondsrepubliek Duitsland: 1-1 V van DDR: 0-7 V van Hongarije: 0-2 |

| Groep B |             |             |             |             |             |            |            |            |        |
| #       | Land        | Wedstrijden | Wedstrijden | Wedstrijden | Wedstrijden | Doelpunten | Doelpunten | Doelpunten | Punten |
| #       | Land        | G           | W           | G           | V           | V          | T          | Saldo      | Punten |
| 1       | Sovjet-Unie | 3           | 3           | 0           | 0           | 7          | 2          | +5         | 6      |
| 2       | Mexico      | 3           | 2           | 0           | 1           | 3          | 4          | -1         | 4      |
| 3       | Birma       | 3           | 1           | 0           | 2           | 2          | 2          | 0          | 2      |
| 4       | Soedan      | 3           | 0           | 0           | 3           | 1          | 5          | -4         | 0      |

| Ronde       | Datum      | Plaats      | Land | Score  | Land |
| ----------- | ---------- | ----------- | ---- | ------ | ---- |
| Groepsfase  |            |             |      |        |      |
| 28 augustus | Nuremberg  | Mexico      | 1-0  | Soedan |      |
| 30 augustus | Nuremberg  | Mexico      | 1-0  | Birma  |      |
| 1 september | Regensburg | Sovjet-Unie | 4-1  | Mexico |      |

| Groep 1 |                          |             |             |             |             |            |            |            |        |
| #       | Land                     | Wedstrijden | Wedstrijden | Wedstrijden | Wedstrijden | Doelpunten | Doelpunten | Doelpunten | Punten |
| #       | Land                     | G           | W           | G           | V           | V          | T          | Saldo      | Punten |
| 1       | Hongarije                | 3           | 3           | 0           | 0           | 8          | 1          | +7         | 6      |
| 2       | DDR                      | 3           | 2           | 0           | 1           | 10         | 4          | +6         | 4      |
| 3       | Bondsrepubliek Duitsland | 3           | 0           | 1           | 2           | 4          | 8          | -4         | 1      |
| 4       | Mexico                   | 3           | 0           | 1           | 2           | 1          | 10         | -9         | 1      |

| Ronde       | Datum      | Plaats                   | Land | Score  | Land |
| ----------- | ---------- | ------------------------ | ---- | ------ | ---- |
| Groepsfase  |            |                          |      |        |      |
| 3 september | Nuremberg  | Bondsrepubliek Duitsland | 1-1  | Mexico |      |
| 5 september | Ingolstadt | DDR                      | 7-0  | Mexico |      |
| 8 september | Regensburg | Hongarije                | 2-0  | Mexico |      |

### Waterpolo
| Olympiër | Discipline | Resultaat | Prestatie |
| --- | ---------- | --------- | --- |
| Daniel Goméz Arturo Valencia Alfredo Sauza Francisco García Juan Manuel García Raul Alanis Maximiliano Aguilar Armando Fernández Ricardo Chapa Rafael Azpeitia Víctor Manuel García | mannen     | 13e       | groep A: 5de V van Cuba: 4-6 W van Canada: 7-3 V van Joegoslavië: 3-5 V van Verenigde Staten: 5-7 V van Roemenië: 6-9 |

| Groep A |                  |             |             |             |             |        |        |        |        |
| #       | Land             | Wedstrijden | Wedstrijden | Wedstrijden | Wedstrijden | Punten | Punten | Punten | Punten |
| #       | Land             | G           | W           | G           | V           | V      | T      | Saldo  | Punten |
| 1       | Verenigde Staten | 5           | 5           | 0           | 0           | 31     | 18     | +13    | 10     |
| 2       | Joegoslavië      | 5           | 4           | 0           | 1           | 35     | 24     | +11    | 8      |
| 3       | Cuba             | 5           | 3           | 0           | 2           | 28     | 23     | +5     | 6      |
| 4       | Roemenië         | 5           | 2           | 0           | 3           | 38     | 26     | +12    | 4      |
| 5       | Mexico           | 5           | 1           | 0           | 4           | 25     | 30     | −5     | 2      |
| 6       | Canada           | 5           | 0           | 0           | 5           | 14     | 50     | −36    | 0      |

| Ronde       | Datum   | Plaats   | Land | Score            | Land |
| ----------- | ------- | -------- | ---- | ---------------- | ---- |
| Groepsfase  |         |          |      |                  |      |
| 27 augustus | München | Mexico   | 4-6  | Cuba             |      |
| 28 augustus | München | Mexico   | 7-3  | Canada           |      |
| 29 augustus | München | Mexico   | 3-5  | Joegoslavië      |      |
| 30 augustus | München | Mexico   | 5-7  | Verenigde Staten |      |
| 31 augustus | München | Roemenië | 9-6  | Mexico           |      |

### Wielersport
| Olympiër                                                               | Discipline                    | Resultaat | Prestatie                                    |
| Baan                                                                   | Baan                          | Baan      | Baan                                         |
| ---------------------------------------------------------------------- | ----------------------------- | --------- | -------------------------------------------- |
| Arturo Cambroni                                                        | sprint (m)                    | 30e       | 1ste ronde: 3de 1ste ronde herkansingen: 2de |
| Arturo Cambroni                                                        | tijdrit (m)                   | 24e       | 1.11,54                                      |
| Arturo Cambroni                                                        | individuele achtervolging (m) | 11e       | kwalificatie: 11de in 5.00,93                |
| Arturo Cambroni                                                        | Weg                           |           |                                              |
| Agustín Alcántara                                                      | wegwedstrijd (m)              | DNF       | niet gefinisht                               |
| Francisco Javier Huerta                                                | wegwedstrijd (m)              | DNF       | niet gefinisht                               |
| Jesús Sarabia                                                          | wegwedstrijd (m)              | 10e       | 4:15.13                                      |
| Francisco Vázquez                                                      | wegwedstrijd (m)              | DNF       | niet gefinisht                               |
| Agustín Alcántara Antonio Hernández Francisco Huerta Francisco Vázquez | ploegentijdrit (m)            | 25e       | 2:21.12                                      |

### Worstelen
| Olympiër            | Discipline  | Resultaat   | Prestatie                                                                                  |
| Vrije stijl         | Vrije stijl | Vrije stijl | Vrije stijl                                                                                |
| ------------------- | ----------- | ----------- | ------------------------------------------------------------------------------------------ |
| Florentino Martínez | -52kg (m)   | 15e         | 1ste ronde: W van FRG Sabatini 2de ronde: V van PRK Kim 3de ronde: V van IND Kumar         |
| Moises López        | -57kg (m)   | 19e         | 1ste ronde: W van CAN Beiler 2de ronde: V van MGL Khoilogdorj 3de ronde: V van GDR Mayer   |
| Vicente Martínez    | -62kg (m)   | 19e         | 1ste ronde: V van FRA Toulotte 2de ronde: V van GRE Koutsoupakis                           |
| Gabriel Ruz         | -68kg (m)   | 22e         | 1ste ronde: V van CUB Quintero 2de ronde: V van ROU Paolelungi                             |
| Raúl García         | -90kg (m)   | 14e         | 1ste ronde: W van SEN Camara 2de ronde: V van USA Peterson 3de ronde: V van POL Kurczewski |
| Grieks-Romeins      |             |             |                                                                                            |
| Alfredo Olvera      | -48kg (m)   | 11e         | 1ste ronde: W van SYR El-Sas 2de ronde: V van ITA Calafiore 3de ronde: V van FIN Hirvonen  |
| Enrique Jiménez     | -52kg (m)   | 12e         | 1ste ronde: V van TUR Tren 2de ronde: W van PER León 3de ronde: V van GRE Ganotis          |
| Alfredo López       | -57kg (m)   | 20e         | 1ste ronde: V van SWE Lindholm                                                             |
| Alberto Bremauntz   | -68kg (m)   | 20e         | 1ste ronde: V van HUN Steer 2de ronde: V van AFG Djan                                      |

### Zeilen
| Olympiër                                       | Discipline      | Resultaat | Prestatie                            |
| ---------------------------------------------- | --------------- | --------- | ------------------------------------ |
| Roberto Colliard                               | finn            | 30e       | 192 punten: (21-10-26-32-DSQ-DNF-31) |
| Lorenzo Villaseñor Miguel Rábago               | flying dutchman | 25e       | 169 punten: (20-23-25-DNF-23-25-17)  |
| Armando Bauche Daniel Escalante Esteban Gerard | soling          | 23e       | 131 punten: (22-8-26-26-22-23)       |

### Zwemmen
| Olympiër                                                                   | Discipline            | Resultaat | Prestatie                                         |
| -------------------------------------------------------------------------- | --------------------- | --------- | ------------------------------------------------- |
| Roberto Strauss                                                            | 100m vrije slag (m)   | 41e       | serie 1: 6de in 56,78                             |
| Guillermo García                                                           | 200m vrije slag (m)   | DNS       | serie 7: niet gestart                             |
| Roberto Strauss                                                            | 200m vrije slag (m)   | 38e       | serie 5: 8ste in 2.03,57                          |
| Guillermo García                                                           | 400m vrije slag (m)   | 22e       | serie 1: 3de in 4.15,33                           |
| José Luis Prado                                                            | 400m vrije slag (m)   | 37e       | serie 3: 6de in 4.22,31                           |
| Alberto García                                                             | 1500m vrije slag (m)  | 18e       | serie 3: 4de in 17.05,68                          |
| Guillermo García                                                           | 1500m vrije slag (m)  | 8e        | serie 2: 2de in 16.29,48 finale: 8ste in 16.36,03 |
| José Joaquín Santibáñez                                                    | 100m rugslag (m)      | 27e       | serie 2: 4de in 1.02,46                           |
| Rafael Rocha                                                               | 200m rugslag (m)      | 25e       | serie 1: 4de in 2.15,81                           |
| José Urueta                                                                | 200m rugslag (m)      | 21e       | serie 3: 4de in 2.13,85                           |
| Felipe Muñoz                                                               | 100m schoolslag (m)   | 19e       | serie 5: 4de in 1.08,95                           |
| Gustavo Salcedo                                                            | 100m schoolslag (m)   | 30e       | serie 2: 5de in 1.10,17                           |
| Felipe Muñoz                                                               | 200m schoolslag (m)   | 5e        | serie 2: 2de in 2.25,99 finale: 5de in 2.26,44    |
| Gustavo Salcedo                                                            | 200m schoolslag (m)   | 25e       | serie 3: 6de in 2.32,81                           |
| Hugo Valencia                                                              | 100m vlinderslag (m)  | 28e       | serie 2: 5de in 1.00,14                           |
| Ricardo Marmolejo                                                          | 200m vlinderslag (m)  | 18e       | serie 3: 6de in 2.10,00                           |
| Hugo Valencia                                                              | 200m vlinderslag (m)  | 17e       | serie 2: 4de in 2.09,56                           |
| Ricardo Marmolejo                                                          | 200m wisselslag (m)   | 18e       | serie 5: 4de in 2.15,82                           |
| José Joaquín Santibáñez                                                    | 200m wisselslag (m)   | 31e       | serie 1: 5de in 2.19,47                           |
| Ricardo Marmolejo                                                          | 400m wisselslag (m)   | 11e       | serie 3: 2de in 4.45,20                           |
| José Luis Prado                                                            | 400m wisselslag (m)   | 24e       | serie 1: 4de in 4.54,49                           |
| Jorge Urreta José Joaquín Santibáñez Guillermo García Roberto Strauss      | 4x100m vrije slag (m) | 12e       | serie 1: 7de in 3.43,46                           |
| Guillermo García Roberto Strauss José Luis Prado Jorge Urreta              | 4x200m vrije slag (m) | 12e       | serie 1: 5de in 8.08,39                           |
| José Joaquín Santibáñez Felipe Muñoz Hugo Valencia Guillermo García        | 4x100m wisselslag (m) | 13e       | serie 1: 5de in 4.05,61                           |
|                                                                            |                       |           |                                                   |
| Virginia Anchestegui                                                       | 100m vrije slag (v)   | 46e       | serie 6: 8ste in 1.04,99                          |
| Marcia Arriaga                                                             | 100m vrije slag (v)   | 41e       | serie 2: 7de in 1.03,66                           |
| Marcia Arriaga                                                             | 200m vrije slag (v)   | 30e       | serie 4: 7de in 2.18,93                           |
| Maria Teresa Ramírez                                                       | 400m vrije slag (v)   | 16e       | serie 1: 5de in 4.39,14                           |
| Maria Teresa Ramírez                                                       | 800m vrije slag (v)   | 12e       | serie 1: 4de in 9.25,09                           |
| Laura Vaca                                                                 | 800m vrije slag (v)   | 26e       | serie 3: 5de in 9.50,10                           |
| María Cecilia Vargas                                                       | 100m rugslag (v)      | 34e       | serie 5: 7de in 1.12,91                           |
| María Teresa Ramírez                                                       | 200m rugslag (v)      | 17e       | serie 1: 4de in 2.27,47                           |
| María Cecilia Vargas                                                       | 200m rugslag (v)      | 33e       | serie 4: 7de in 2.37,54                           |
| Ana Elena de la Portilla                                                   | 100m schoolslag (v)   | 35e       | serie 5: 8ste in 1.21,61                          |
| Leonor Urueta                                                              | 100m schoolslag (v)   | 38e       | serie 2: 8ste in 1.23,21                          |
| Ana Elena de la Portilla                                                   | 200m schoolslag (v)   | 34e       | serie 6: 7de in 2.54,10                           |
| Leonor Urueta                                                              | 200m schoolslag (v)   | 37e       | serie 3: 7de in 2.55,21                           |
| Norma Amezcua                                                              | 100m vlinderslag (v)  | 30e       | serie 1: 8ste in 1.12,23                          |
| Grisel Mendoza                                                             | 200m vlinderslag (v)  | 23e       | serie 1: 4de in 2.35,85                           |
| María Ballesteros                                                          | 200m wisselslag (v)   | 38e       | serie 2: 7de in 2.37,00                           |
| Laura Vaca                                                                 | 200m wisselslag (v)   | DSQ       | serie 3: gediskwalificeerd                        |
| María Ballesteros                                                          | 400m wisselslag (v)   | 33e       | serie 5: 8ste in 5.31,06                          |
| Laura Vaca                                                                 | 400m wisselslag (v)   | 27e       | serie 4: 6de in 5.24,63                           |
| María Teresa Ramírez Virginia Anchestegui Laura Vaca Marcia Arriaga        | 4x100m vrije slag (v) | 15e       | serie 1: 7de in 4.14,95                           |
| María Teresa Ramírez Ana Elena de la Portilla Norma Amezcua Marcia Arriaga | 4x100m wisselslag (v) | 16e       | serie 2: 8ste in 4.49,23                          |

Afghanistan · Albanië · Algerije · Amerikaanse Maagdeneilanden · Argentinië · Australië · Bahama's · Barbados · België · Bermuda · Birma · Bolivia · Bondsrepubliek Duitsland · Brazilië · Brits-Honduras · Bulgarije · Canada · Ceylon · Chili · Colombia · Congo-Brazzaville · Costa Rica · Cuba · Dahomey · Denemarken · Dominicaanse Republiek · Duitse Democratische Republiek · Ecuador · Egypte · El Salvador · Ethiopië · Fiji · Filipijnen · Finland · Frankrijk · Gabon · Ghana · Griekenland · Groot-Brittannië · Guatemala · Guyana · Haïti · Hongarije · Hongkong · Ierland · IJsland · India · Indonesië · Iran · Israël · Italië · Ivoorkust · Jamaica · Japan · Joegoslavië · Kameroen · Kenia · Khmerrepubliek · Koeweit · Lesotho · Libanon · Liberia · Liechtenstein · Luxemburg · Madagaskar · Malawi · Maleisië · Mali · Malta · Marokko · Mexico · Monaco · Mongolië · Nederland · Nederlandse Antillen · Nepal · Nicaragua · Nieuw-Zeeland · Niger · Nigeria · Noord-Korea · Noorwegen · Oeganda · Oostenrijk · Opper-Volta · Pakistan · Panama · Paraguay · Peru · Polen · Portugal · Puerto Rico · Roemenië · San Marino · Saoedi-Arabië · Senegal · Singapore · Soedan · Somalië · Sovjet-Unie · Spanje · Suriname · Swaziland · Syrië · Taiwan · Tanzania · Thailand · Togo · Trinidad en Tobago · Tsjaad · Tsjecho-Slowakije · Tunesië · Turkije · Uruguay · Venezuela · Verenigde Staten · Vietnam · Zambia · Zuid-Korea · Zweden · Zwitserland